# حضار (حبيش)

تعديل مصدري - تعديل

حضار هي إحدى قرى عزلة جبل عميقة بمديرية حبيش التابعة لمحافظة إب، بلغ تعداد سكانها 1106 نسمة حسب تعداد اليمن لعام 2004.